# Blepharoctenucha kawabei
Blepharoctenucha kawabei är en fjärilsart som beskrevs av Inoue 1986. Blepharoctenucha kawabei ingår i släktet Blepharoctenucha och familjen mätare. Inga underarter finns listade i Catalogue of Life.